# We Gonna Move (To the Outskirts of Town)
«We Gonna Move (To the Outskirts of Town)» — класична пісня довоєнного блюзу, написана і вперше записана 1936 року Вільямом «Кейсі Білл» Велдоном на лейблі Vocalion Records. Упродовж багатьох років пісню (переважно під назвами «I'm Gonna Move to the Outskirts of Town» або іноді скорочено «Outskirts of Town») записували численні блюзові, джазові й рок-музиканти, у тому числі Луї Джордан, Біг Білл Брунзі, Б. Б. Кінг, Рей Чарльз, Джиммі Рашинг, Джиммі Візерспун, Джаз Гіллум і Мадді Вотерс.
Велдон, відомий слайд-гітарист, якого часто називали «Гавайським чарівником гітари», в оригінальній версії використав техніку «боттлнек» (слайду), втім популярні кавер-версії блюзового стандарту записувались без застосування цього методу.

## Історія пісні
Пісню «We Gonna Move (To the Outskirts of Town)» (перекл. укр. «Ми переїдемо на околицю міста») написав співак і гітарист Вільям Велдон (представник підмонтського блюзу), відомий під сценічним ім'ям як Кейсі Білл. Вона була записана 3 вересня 1936 року в Чикаго для лейбла Vocalion Records разом з піснею «Gonna Take My Time». В сесії звукозапису Кейсі Білл Велдон співає та грає на акустичній гітарі (з використанням техніки гри слайдом), а йому акомпанують на піаніно та контрабасі (припускається, що Блек Боб та Білл Сеттлс, відповідно).
Текст пісні торкається двох популярних тем блюзової музики — кохання та ревнощів. У ній герой висловлює бажання, щоб його жінка лишилась йому вірною, переїхавши з нею і живучи подалі від усіх. Він робить ще один крок, припускаючи, що він також усуне потребу в будь-яких відвідувачах, тим самим унеможлививши усілякі спокуси. Він має намір замінити послуги льодовника придбанням сучасного холодильника, а свою вугільну плиту — замінити газовою системою, а також купувати продукти самостійно, щоб позбутися потреби в будь-якій доставці. 
Особливо прикметним є останній рядок пісні, що повторює параною автора з бажанням мати дітей, в яких будуть його риси, таким чином заспокоюючи себе, що жінка й справді не зраджувала йому.
Співак і гітарист Блайнд Бой Фуллер (також представник підмонтського блюзу) наступного року записав свою версію пісні під назвою «I'm Gonna Move (to the Edge of Town)» (перекл. укр. «Я переїду на край міста»), втім композиція Велдона не була популярною, доки у 1941 році її не записав керівник оркестру, співак і музикант Луї Джордан. Ця версія була записана на Decca в повільному темпі й мала назву «I'm Gonna Move to the Outskirts of Town» — саме успішний джамп-блюзовий стиль Джордана ідеально пасував до пісні Велдона, а величезна популярність зробила пісню його першим хітом. Наступного року Джордан написав і записав пісню-відповідь «I'm Gonna Leave You (on the Outskirts of Town)» (перекл. укр. «Я тебе покину на околоці міста»), яка в жовтні 1942 року посіла 3-тє місце в хіт-параді R&B Singles журналу Billboard. У переробленій пісні-відповіді Джордана розчарований герой визнає, що його початковий план провалився, і тепер він вирішив залишити свою жінку на околиці.
Популярність версії Джордана надихнула багатьох інших записати свої кавер-версії пісні в 1940-х, 1950-х і 1960-х роках. Версія керівника свінгового оркестру Джиммі Лансфорда (Decca 18324) в 1942 році посіла 17-те місце в поп-чарті. У квітні того ж року блюзовий крикун Джиммі Рашинг також записав популярну версію пісні за участі оркестру Каунта Бейсі (Columbia 36601). Рашинг декілька разів перезаписував пісню упродовж своєї кар'єри, через що вона почала асоціюватися саме з ним. Пісня також увійшла до репертуару Джиммі Візерспуна, ставши серед числа його найулюбленіших.
1961 року версія пісні у виконанні Рея Чарльза посіла 25-те місце чарті R&B Singles і ненадовго потрапила у поп-чарт Hot 100 (84-те місце). Б. Б. Кінг також виконував цю пісню під час своїх виступів, і вона часто входила до програми концертів упродовж його кар'єри.

## Інші версії
Пісню записували у різний час: Луї Джордан для Somebody Up There Digs Me (1957), Джиммі Візерспун (за участі Джеррі Маллігана і Бена Вебстера) для концертного альбому At the Renaissance (1959) і потім для Roots (1962, за участі Вебстера), Рей Чарльз для Genius + Soul = Jazz (1961), Лу Роулз для Stormy Monday (червень 1962), Мел Торме для I Dig the Duke — I Dig the Count (листопад 1962), Рой Гамільтон (1962), Джиммі Рід для Jimmy Reed Sings the Best of the Blues (1963), Род Стюарт (1964), The Everly Brothers для Rock'n Soul (1965), Літтл Мілтон для We're Gonna Make It (1965), Б. Б. Кінг для Confessin' the Blues (1965), Джиммі Візерспун з Бразер Джеком Макдаффом для The Blues Is Now (1967), Джиммі Сміт для Stay Loose… Jimmy Smith Sings Again (1968), Альберт Кінг (червень 1968) для концертного альбому Thursday Night in San Francisco (1990), Тед Джонс, Мел Льюїс і Рут Браун для The Big Band Sound of Thad Jones/Mel Lewis featuring Miss Ruth Brown (1968), Мадді Вотерс для The London Muddy Waters Sessions (1972), Лафаєтт Лік для Feel So Blue (1978), Бадді Гай для The Blues Giant (1979), Альберт Кінг для концертного альбому In Session (за участі Стіві Рей Вона) і San Francisco '83 (обидва — 1983), The Allman Brothers Band (1989), Девід Сенборн за участі Еріка Клептона для Here & Gone (2008) та ін..